# Kai Larsen
Kai Larsen (født 15. november 1926 i Hillerød, død 23. august 2012) var en dansk botaniker.
Kai Larsen var professor i botanik (emeritus fra 1-12-1996) ved Århus Universitet, Danmark. Han var den danske redaktør af Flora Nordica, redaktør for Flora of Thailand, rådgiver for Flora of China og ledende medlem af Flora Malesiana.
Han var medlem af det Norske Videnskaps-Akademi og Videnskabernes Selskab.

## Forskning
- SE Asiatisk flora-region, specielt Thailand, Malaysia og Indo-Kina. Revisioner af flere familier f.eks Caesalpiniaceae, Caryophyllaceae og Lowiaceae i flere af de regionale floraer.
- Zingiberaceae for Flora of Thailand og Flora Malesiana.

## Arter opkaldt efter ham
Nogle plantenavne er taksonomiske patronymer, der anerkender hans bidrag til studiet af asiatisk flora.

### genera
- Kailarsenia: en duftende plante fra familien Rubiaceae, der findes i Sydøstasien.
- Larsenaikia: engang endemisk australsk Gardenia-art i familien Rubiaceae.[3] Dette navn er et taksonomisk anagram, der stammer fra slægten Kailarsenia.[4]

- Det almene navn Kaisupeea BL Burtt ( Gesneriaceae ) ærer Kai og Supee Larsen.

### Arter
- Burmannia larseniana DXZhang & RMKSaunders ( Burmanniaceae )
- Bauhinia larsenii YF Chen & DX Zhang, fossile Leguminosae fra det sydlige Kina[5]
- Caulokaempferia larsenii Suksathan & Triboun
- Cornukaempferia larsenii Saensouk, Theerakulpisut og Chantaranothai[6]
- Curcuma larsenii C. Maknoi & T. Jenjittikul[7]
- Impatiens larsenii T. Shimizu[8]
- Kaempferia larsenii Sirirugsa
- Mouretia larsenii Tange
- Zingiber larsenii Theilade